# Agoura Hills
Agoura Hills es una ciudad ubicada en el noroeste del condado de Los Ángeles, en California, Estados Unidos. Su código postal es 91301. Según el censo de 2000 la ciudad tenía una población total de 20.537 habitantes. Esta pequeña ciudad se encuentra en la frontera entre los condados de Ventura y Los Ángeles.

## Historia
Esta zona fue poblada primero por los indios Chumash y después por misioneros españoles. El nombre de la ciudad viene del nombre de un ranchero vasco local, Pierre Agoure. En 1982, la comunidad de Agoura Hills se incorporó al condado Los Ángeles.

## Geografía
Las dos calles más importantes en Agoura Hills son Kanan Road y Thousand Oaks Boulevard. Esta ciudad contiene bastantes cafés.
Hay tres zonas importantes en la ciudad: Agoura Hills, Old Agoura y South Agoura.

## Cultura popular
Agoura Hills es conocida popularmente por algunos artistas o bandas importantes que provienen de la ciudad, como Linkin Park.